# Distrito de Pucayacu
El distrito de Pucayacu es uno de los seis que conforman la provincia de Leoncio Prado ubicada en el departamento de Huánuco en el centro del Perú.

## Historia
El distrito fue creado mediante la ley Nº 30376 el 8 de diciembre de 2015, en el gobierno de Ollanta Humala.
Durante los primeros años, la municipalidad distrital de José Crespo y Castillo era la encargada de la administración de recursos y servicios públicos del distrito de Pucayacu, en tanto se elijan e instalen nuevas autoridades.
El 10 de diciembre de 2017 se realizaron las primeras elecciones municipales distritales, siendo elegido Jose Aguirre Noblejas.

## Autoridades

### Municipales
- 2019 - 2022[2]
  - Alcalde: Luis Lohander Gómez Lozano, de Alianza para el Progreso.
  - Regidores:

  1. Luz Dany García Muñoz (Alianza para el Progreso)
  2. Juanito Guamuro Guevara (Alianza para el Progreso)
  3. Luciano Niño Beato (Alianza para el Progreso)
  4. Rolando Huamán Trujillo (Alianza para el Progreso)
  5. Victor Isac Collazos Galarza (Acción Popular)

Alcaldes anteriores
- 2018:[3] José Aguirre Noblejas, de Avanzada Regional Independiente Unidos por Huánuco.